# Оксетанон-3
Оксетанон-3 — органическое вещество, кетопроизводное оксетана, изомер β-пропиолактона.

## Получение
Препаративный метод получения оксетанона-3 заключается в обработке оксетанола-3 оксидом фосфора(V), диметилсульфоксидом и триэтиламином с последующей перегонкой без водной обработки. Также описан четырёхстадийный метод получения из дигидроксиацетона с выходом 23 %. Для очистки оксетанон-3 перегоняют в вакууме. При 91 мбар температура кипения составляет 50-56 °С. Во избежание разложения вещества перегонку следует проводить при температуре ниже 80 °С.

## Строение и физические свойства
Оксетанон-3 представляет собой жидкость, не имеющую цвета, желтоватую либо коричневую.

## Химические свойства
Оксетанон-3 реагирует с бензиламином и цианидом натрия, давая 3-бензиламинооксетанкарбонитрил-3, который при щелочном гидролизе и снятии бензильной защиты даёт α-аминокислоту, содержащую оксетановый цикл. Также, проводя гидролиз в более мягких условиях, можно получать незамещённый амид этой аминокислоты.
Реакция оксетанона-3 с гидроксиламином и дальнейшее восстановление оксима гидрированием приводит к 3-аминооксетану. Разработан также метод получения 3-замещённых 3-аминооксетанов: оксетанон-3 конденсируют с трет-бутилсульфинамидом t-BuSONH2 в присутствии дегидратирующего реагента Ti(OEt)4. По образовавшейся связи C=N затем присоединяют литийорганический реагент RLi, а трет-бутилсульфиновую группу удаляют кислотным гидролизом. При этом оксетаны не вполне устойчивы к кислой среде и при длительном выдерживании в присутствии соляной кислоты могут раскрываться с образованием хлоргидринов.
Восстановление оксетанона-3 водородом в присутствии рутениевого катализатора даёт оксетанол-3.
Оксетанон-3 способен присоединять металлорганические реагенты, давая 3-замещённые оксетанолы-3.
Получить производные, замещённые по положению С2, можно обработкой сильным основанием и затем неким электрофилом. Подобные превращения реализованы в том числе в стереоселективном варианте с использованием методологии SAMP/RAMP-алкилирования.